# Bayerische D VI
Die Lokomotiven der Gattung D VI waren leichte, zweigekuppelte Nassdampf-Tenderlokomotiven der Bayerischen Staatsbahn. Maffei lieferte 1880 bis 1883 die ersten 30 Lokomotiven, 23 weitere lieferte Krauss bis 1894.

## Geschichte
Die Lokomotiven der Gattung D VI wurden für flachere Lokalbahnstrecken mit einer höchstzulässigen Radsatzfahrmasse von 12 t beschafft.
Die ersten 44 Lokomotiven hatten noch keine seitlichen Vorratsbehälter. Das Wasser war in einem Rahmenwasserkasten untergebracht, die Kohle im Führerhaus. Die letzten neun Lokomotiven hingegen wurden mit kurzen Vorratsbehälter beidseitig vor dem Führerhaus gefertigt. Damit vergrößerte sich der Wasservorrat von 1,8 auf 2,3 m² und der Kohlenvorrat von 0,5 auf 0,8 t.

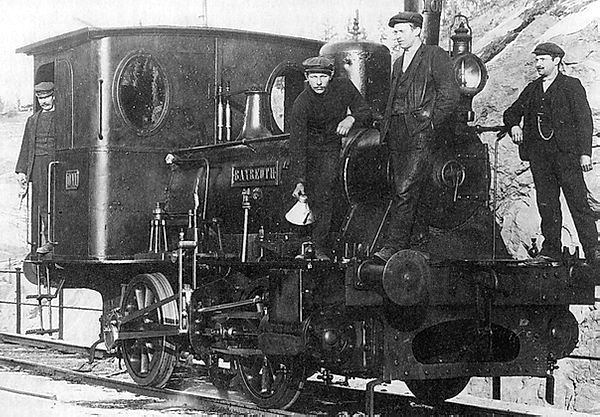
Lokomotive „Bayreuth“ etwa 1903

Die Bayreuth wurde 1882 von Maffei in München mit der Fabriknummer 1300 gebaut. Sie wurde am 12. Dezember 1900 in Bayern ausgemustert und an Schuckert & Co. in Nürnberg verkauft. Von dort wurde sie nach Norwegen verschifft. Sie beförderte auf der Kykkelsrudsbane Güter für das dortige Zellstoffwerk Glommens Træsliberi. 1918 wurde sie für kurze Zeit an das Werk Mørkfoss / Solbergfoss an der Bahnstrecke Askim–Solbergfoss verliehen, danach wurden die Fahrten mit ihr auf der anschließenden Indre Østfoldbane verboten. 1923 brannte Glommens Træsliberi nieder. Es war einer von mehreren Bränden im Laufe der Jahrhunderte. Das Feuer brach im Büro aus und griff auf den Lokschuppen über. Eine von zwei Lokomotiven konnte rechtzeitig geborgen werden, die Bayreuth verbrannte.
In den 1920er Jahren waren einige D VI in der Pfalz als Schiffsbrücken-Lokomotiven bei Speyer und Maximiliansau im Einsatz.
Die Deutsche Reichsbahn übernahm 1925 als Baureihe 9875 noch 26 Fahrzeuge, davon fünf mit seitlichen Vorratsbehältern. Sie wurden bis Ende der 1920er Jahre ausgemustert und zum Teil als Werklokomotiven weiterverkauft.
Die Lokomotive Nr. 83 „Berg“ (98 7508), 1883 durch Krauss geliefert, war zuletzt in einem Torfwerk in Raubling eingesetzt und ist erst 1964 aus dem Dienst geschieden. Diese Maschine ist als einziges Exemplar ihrer Baureihe erhalten geblieben und befindet sich in der Obhut der DGEG im Eisenbahnmuseum Neustadt/Weinstraße.

## Konstruktive Merkmale
Die Lokomotiven D VI wurde mit einem genieteten und zugleich als Wasserkasten ausgestalteten Blechrahmen ausgeführt.
Den Langkessel nietete man aus zwei Schüssen, die Feuerbüchse mit quadratischem Querschnitt ordnete man zwischen den Rahmenwangen an. Zur Kesselspeisung wurden zwei Dampfstrahlpumpen vorgesehen.
Das außenliegende Zweizylinder-Nassdampftriebwerk wurde mit einer Stephenson-Steuerung ausgerüstet; als Treibachse wählte man den zweiten Radsatz.
Erstmals bei bayerischen Lokomotiven wurden bei der D VI Umlaufbleche und Saugluftbremsen des Typs Hardy, teilweise aber auch Westinghouse-Druckluftbremsen eingesetzt. Einige Exemplare verfügten überdies über Übergangsbrücken; ungewöhnlich war seinerzeit die Anordnung der Sandkästen unterhalb des Laufblechs zwischen den Kuppelachsen.

## Trivia
Die Lokomotive „Berg“ kommt im Film Lausbubengeschichten vor Personenzügen zum Einsatz. Die Lokomotive war zur Zeit der Handlung bereits in Betrieb und auch noch circa 80 Jahre später zum Zeitpunkt der Filmaufnahmen.